# Aspidoscelis labialis
Aspidoscelis labialis (баха-каліфорнійський батогохвіст) — вид ящірок родини теїдових (Teiidae). Ендемік Мексики.

## Поширення і екологія
Баха-каліфорнійські батогохвости мешкають на західному узбережжі Каліфорнійського півострова, від миса Сан-Хосе до затоки Себастьяна Віскаїно. Вони живуть в прибережних пустелях, серед піщаних дюн.

## Збереження
МСОП класифікує цей вид як вразливий. Aspidoscelis labialis загрожує знищення природного середовища.